# (18394) 1992 RR5
1992 أر أر 5 (ويعرف أيضًا باسم (18394) 1992 أر أر 5 وفق تسمية الكوكب الصغير) (بالإنجليزية: 1992 RR5)‏ هو كويكب ضمن حزام الكويكبات؛ وترتيبه 18394 من حيث الاكتشاف.
اكتُشف هذا الجُرم الفلكي بواسطة إيريك والتر إلست في 2 سبتمبر 1992.

## وصلات خارجية
- (18394) 1992 RR5 في قاعدة بيانات مختبر الدفع النفاث لأجرام النظام الشمسي الصغيرة

- الاكتشاف · مخطط المدار ·  العناصر المدارية · المعلمات المادية

- (18394) 1992 RR5 على موقع ويكي سكاي: DSS2, SDSS, GALEX, IRAS, Hydrogen α, X-Ray, Astrophoto, Sky Map, Articles and images